# Luís Amado
Luís Filipe Marques Amado GCC (Porto de Mós, Porto de Mós, 17 de setembro de 1953) é um economista e político português.

## Biografia

### Percurso académico e profissional
Licenciado em Economia pelo Instituto Superior de Ciências Económicas e Financeiras da Universidade Técnica de Lisboa.
Consultor de empresas, Luís Amado iniciou a sua carreira profissional como professor do ensino secundário. Posteriormente foi auditor na Secção Regional da Madeira do Tribunal de Contas.
Atualmente a exercer a função de presidente do Conselho de Administração do Banif, em janeiro de 2018 é apontado como presidente do Conselho Geral e de Supervisão (chairman) da EDP, substituindo nesse cargo Eduardo Catroga. 
Foi ainda visiting professor na Universidade de Georgetown e é professor convidado na Nova School of Business and Economics.

### Percurso político e governativo
Militante e membro do Secretariado do Partido Socialista, Luís Amado foi deputado à Assembleia Legislativa Regional da Madeira e à Assembleia da República.
Desempenhou, pela primeira vez, funções governativas em governos chefiados por António Guterres — no XIII Governo começou como Secretário de Estado Adjunto da Administração Interna e passou depois a Secretário de Estado dos Negócios Estrangeiros; repetiu este último cargo no XIV governo. 
Em 2005, na sequência da vitória do PS nas legislativas de 2005, ingressou no governo de José Sócrates, como Ministro dos Negócios Estrangeiros do XVII Governo. No governo seguinte de Sócrates, o XVIII Governo, assumiu a função de Ministro da Defesa Nacional. 

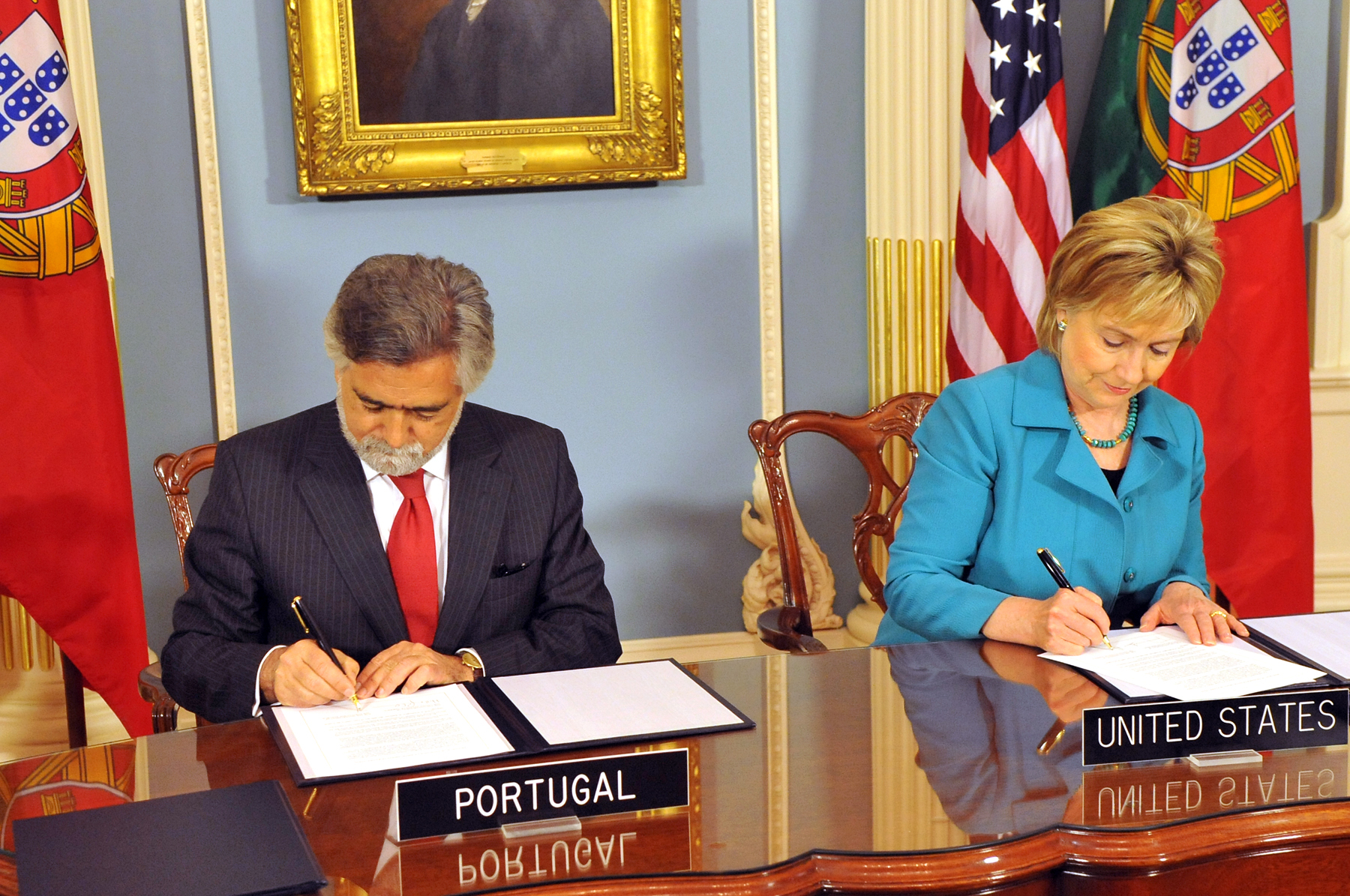
A secretária de Estado dos EUA, Hillary Clinton, e o Ministro dos Negócios Estrangeiros de Portugal, Luís Amado, assinam pactos de cooperação bilaterais entre Estados Unidos e Portugal, em junho de 2009

A 8 de Abril de 2009 foi agraciado com a Grã-Cruz da Ordem Militar de Cristo.

## Carreira
- Auditor do Curso de Defesa do Instituto da Defesa Nacional
- «Visiting Professor» na Universidade de Georgetown
- Auditor do Tribunal de Contas
- Consultor
- Deputado à Assembleia Legislativa Regional da Madeira
- Deputado à Assembleia da República
- Secretário de Estado Adjunto do Ministro da Administração Interna do XIII Governo Constitucional
- Secretário de Estado dos Negócios Estrangeiros e da Cooperação do XIII Governo Constitucional e do XIV Governo Constitucional
- Secretário Nacional para as Relações Internacionais do PS
- Condecorações dos governos de Espanha, França, Bélgica, Grécia, Argentina, Benim, Togo e Gabão
- De 2005 a 2006 foi Ministro da Defesa Nacional do XVII Governo Constitucional
- De 2006 a 2009 foi Ministro dos Negócios Estrangeiros e Ministro de Estado do XVII Governo Constitucional de Portugal, cargo para o qual foi renomeado em 2009 para o XVIII Governo Constitucional
- A 22 de Março de 2012, foi admitido como presidente do conselho de administração do Banif.[5]

## Condecorações[6][4]
- Grande-Oficial da Ordem Nacional do Mérito de França (29 de Novembro de 1999)
- Grã-Cruz da Ordem de Honra da Grécia (17 de Março de 2000)
- Excelentíssimo Senhor Grã-Cruz da Real Ordem de Isabel a Católica de Espanha (28 de Setembro de 2000)
- Grã-Cruz da Ordem de Leopoldo II da Bélgica (9 de Outubro de 2000)
- Grã-Cruz da Ordem de Mayo da Argentina (18 de Junho de 2003)
- Grã-Cruz da Ordem do Grão-Duque Gediminas da Lituânia (20 de Agosto de 2007)
- Excelentíssimo Senhor Grã-Cruz da Ordem do Mérito Civil de Espanha (22 de Outubro de 2007)
- Grã-Cruz Extraordinária da Ordem Nacional do Mérito do Paraguai (7 de Dezembro de 2007)
- Grã-Cruz da Ordem Real da Estrela Polar da Suécia (16 de Maio de 2008)
- Grã-Cruz da Ordem do Mérito da Polónia (3 de Março de 2009)
- Grã-Cruz da Ordem Militar de Nosso Senhor Jesus Cristo de Portugal (8 de Abril de 2009)
- Grã-Cruz com Estrela da Ordem do Mérito da República Federal da Alemanha (26 de Maio de 2009)
- Grã-Cruz da Ordem da Estrela da Jordânia (28 de Maio de 2009)
- Grã-Cruz da Ordem do Mérito Real da Noruega (25 de Setembro de 2009)
- Grã-Cruz da Ordem do Mérito do Chile (31 de Agosto de 2010)
- Cavaleiro de Grã-Cruz da Pontifícia Ordem Equestre de São Gregório Magno do Vaticano ou da Santa Sé (3 de Setembro de 2010)
- Grã-Cruz da Ordem Pro Merito Melitensi da Ordem Soberana e Militar Hospitalária de São João de Jerusalém, de Rodes e de Malta (23 de Novembro de 2010)
- Grã-Cruz da Ordem da Coroa de Carvalho do Luxemburgo (6 de Dezembro de 2010)